# Eastern University, Sri Lanka

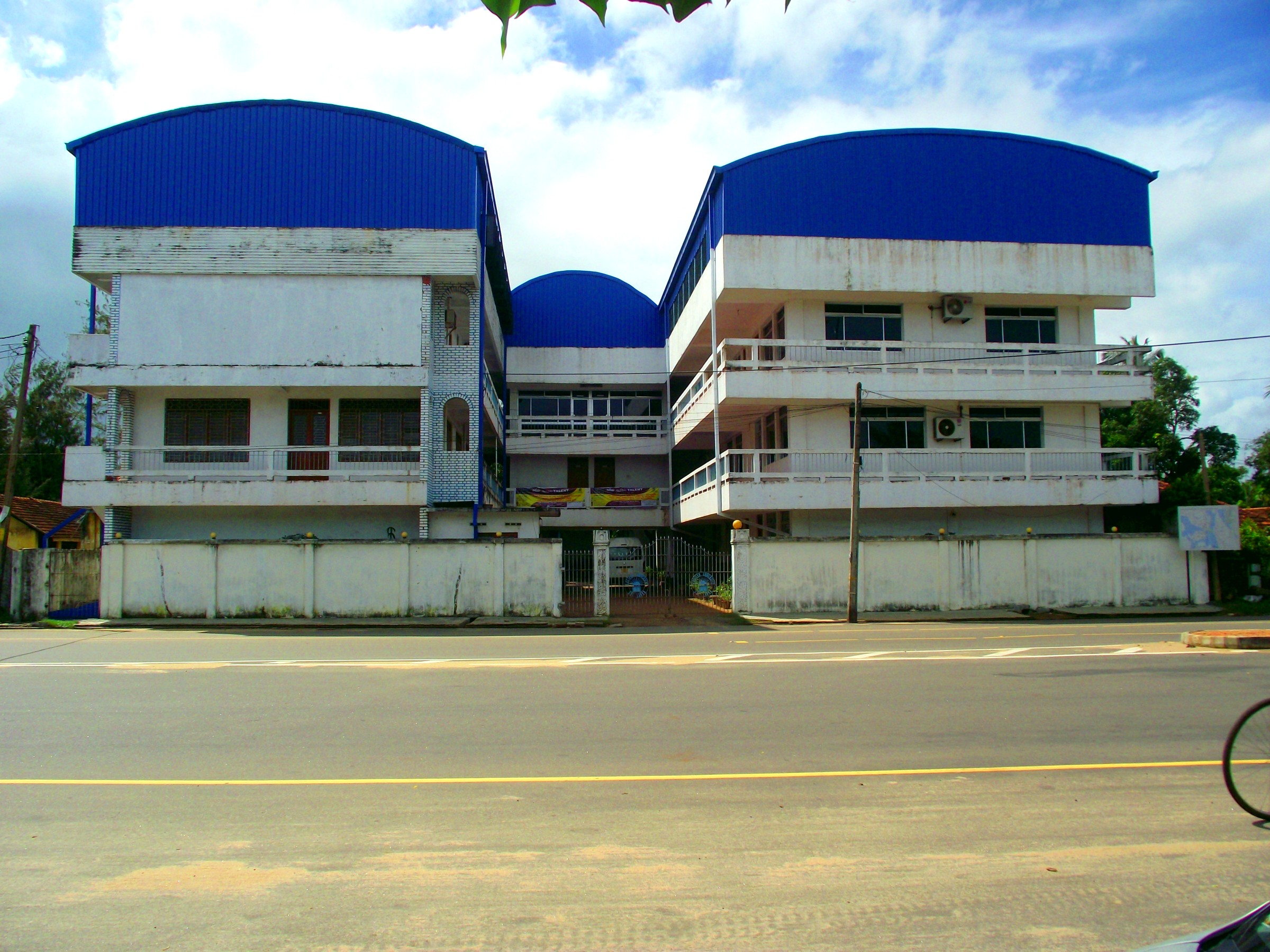
Medizinische Fakultät in Vantharumoolai

Die Eastern University, Sri Lanka (tamilisch கிழக்குப் பல்கலைக்கழகம், இலங்கைනැගෙනහිර විශ්වවිද්‍යාලය, ශ්‍රී ලංකා; deutsch Ost-Universität, Sri Lanka) ist die staatliche Universität der Ostprovinz Sri Lankas. Ihre drei Standorte sind der Hauptcampus in Vantharumoolai bei Eravur, der Trincomalee Campus bei Trincomalee und das Swami Vipulananda Institute of Aesthetic Studies (SVIAS) in Kalladi bei Batticaloa.

## Geschichte
Am 1. August 1981 wurde das Batticaloa University College als Vorläufer der Eastern University gegründet. Schon 1978 gab es durch den Einsatz von L. W. Devanayagam einen Beschluss der Regierung, in den Gebäuden der bei einem Wirbelsturm zerstörten Vantharumoolai-Madhya-Maha-Vidyalayam-Schule eine Universität zu errichten, um höhere Bildungsabschlüsse im Osten Sri Lankas zu ermöglichen. Des Weiteren wurden neue Gebäude für Studentenwohnheime und Mitarbeiterräumlichkeiten erbaut. Am 1. Oktober 1986 wurde die Eastern University, Sri Lanka ins Leben gerufen.
Der Trincomalee Campus wurde im April 1993 als Trincomalee Affiliated University College (AUC) gegründet und kam am 15. Juni 2001 als Trincomalee Campus of the Eastern University zur Eastern University. Seit Januar 2002 gehört das Swami Vipulananda Institute of Aesthetic Studies (SVIAS) bei Batticaloa zur Eastern University, hieß damals aber noch Swami Vipulananda College of Music and Dance (SVCMD).
Seit der Gründung wurden mehrere neue Fakultäten an den Standorten errichtet.